# 京都市立桃陵中学校
京都市立桃陵中学校（きょうとしりつ とうりょうちゅうがっこう）は、京都市伏見区桃陵町にある公立中学校。

## 概要
桃陵中学校は第二次世界大戦後、学制改革に伴い旧陸軍の用地であった旧工兵第16連隊練兵所跡地に伏見公園とともに新設された。1970年代に相次いで中学校が分離されるまでは桃陵中学校が京都市最南端の中学校であったため、市の南西部の広大な一帯を校区としていた。逆に、桃陵中学校の近辺は京都市立桃山中学校の校区であったために、地元の南浜地区からは1人も通学する生徒がいないという状況が続いた。1980年の京都市立向島中学校の分離に伴い、地元の南浜地区を桃陵中学校の校区に編入した。1990年には京都市立洛水中学校が開校し、横大路地区を分離した。そのことにより、南浜地区のみを校区とする現在の桃陵中学校の姿となった。

## 沿革
- 1949年4月 - 開校（桃山地区、南浜地区、横大路地区、向島地区、納所地区）
- 1950年3月 - 桃山地区、南浜地区を京都市立桃山中学校校区に変更
- 1951年4月 - 羽束師地区を本校に編入
- 1975年4月 - 京都市立大淀中学校開校により、納所地区を分離
- 1978年4月 - 京都市立神川中学校開校により、羽束師地区を分離
- 1980年4月 - 京都市立向島中学校開校により、向島地区を分離。京都市立伏見南浜小学校校区を本校に編入[1]
- 1990年4月 - 京都市立洛水中学校開校により、横大路地区を分離
- 2006年4月 - 2学期制を導入

## 校区
- 京都市立伏見南浜小学校校区（全域）

## 学校の周辺
- 伏見公園
- 観月橋

## 交通アクセス
- 京阪宇治線 観月橋駅下車
- 京阪本線 中書島駅下車
- 京阪本線 伏見桃山駅下車

## 主な出身者
- 長田孝幸（プロ野球コンディショニングコーチ）[2]

## 通学区域が隣接している学校
- 京都市立桃山中学校
- 京都市立伏見中学校
- 京都市立洛水中学校
- 京都市立向島秀蓮小中学校
- 京都市立向島東中学校